# 西村敏雄 (陸軍軍人)
西村 敏雄（にしむら としお、1898年12月20日 - 1956年3月10日）は、大日本帝国の陸軍軍人。最終階級は陸軍少将。

## 経歴
- 1916年（大正5年）7月 大阪陸軍地方幼年学校入学
- 1918年（大正7年）5月 陸軍中央幼年学校卒業
- 1920年（大正9年）5月 陸軍士官学校卒業（32期）
  - 12月 歩兵少尉任官
- 1923年（大正12年）12月 歩兵中尉
- 1929年（昭和4年）8月 歩兵大尉
  - 11月 陸軍大学校卒業（41期、首席）
- 1935年（昭和10年）8月 歩兵少佐
- 1937年（昭和12年）8月 航空兵少佐
- 1938年（昭和13年）3月 航空兵中佐
  - 12月 フィンランド兼スウェーデン公使館附武官
- 1939年（昭和14年） 航空兵大佐
- 1940年（昭和15年） スウェーデン公使館附武官
- 1941年（昭和16年）2月 関東軍参謀
- 1944年（昭和19年）8月 少将
- 1944年（昭和19年）9月～12月　第14方面軍参謀副長
- 1945年（昭和20年） 復員

1948年（昭和23年）1月31日、公職追放仮指定を受けた。